# المغتصبون (فلم)
المغتصبون هو فيلم دراما مصري من إخراج سعيد مرزوق وبطولة ليلى علوي، حسن حسني، شريف صبري، أحمد مختار، محمد كامل وحمدي الوزير، صدر الفيلم في 19 يونيو 1989. الفيلم مبني على قصة واقعية حدثت قبل صدور الفيلم بسنوات وعرفت بقضية فتاة المعادي.

## نبذة
تدور أحداث القصة حول مجموعة من الشباب العاطل والمدمن للمخدرات، يتعرضون للفتاة صفاء (ليلى علوي) أثناء توجهها إلى منزلها برفقة خطيبها (مختار) (أحمد مختار)، فيخطفونها إلى مكان مهجور، ويتناوبون اغتصابها والاعتداء عليها، ويفشل خطيبها في إنقاذها عقب تهديدهما بالسلاح، ثم يتمكن (مختار) من اصطحابها إلى منزلها حيث والدها (حسن حسني) الذي يتوجه إلى قسم الشرطة، ويقدم بلاغا لرجال الشرطة، يتمكن رجالها من القبض على الجناة، يقدمون للمحاكمة، ويثور الرأي العام ضد جريمتهم البشعة.

## طاقم العمل
- ليلى علوي بدور صفاء كامل عثمان
- حسن حسني بدور كامل عثمان
- شريف صبري بدور وكيل النيابة
- أحمد مختار بدور مختار السيد برهان
- محمد كامل بدور شوقي حسن أبوحلاوة
- حمدي الوزير بدور جميل إبراهيم المكيساتي
- حسن الديب بدور متولي عباس الأشقر
- محمد فريد بدور مسعد عبدالله عليش
- حسن العدل بدور إسماعيل جمعة الكساح
- ناجي سعد بدور المقدم ناجي

## وصلات خارجية
- مقالات تستعمل روابط فنية بلا صلة مع ويكي بيانات